# Liste der Straßen und Plätze in Grünewald

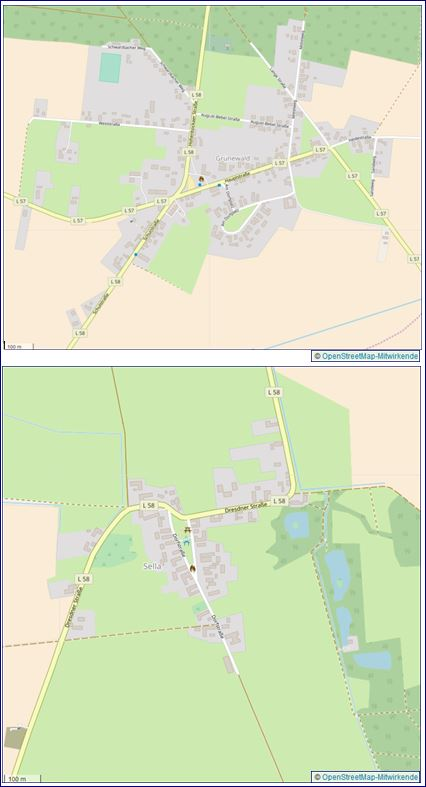
Übersichtskarte von Grünewald

Die Liste der Straßen und Plätze in Grünewald umfasst auch den Gemeindeteil Sella und ist eine Übersicht der gegenwärtig vorhandenen benannten Straßen und Plätze. Sie ist Teil der Liste der Straßen und Plätze im Amt Ruhland. Amtlich benannte Brücken sind und waren bisher nicht vorhanden.

## Überblick
Grünewald ist ein Dorf, einschließlich des Gemeindeteils Sella (1999 mit 125 Einwohnern) mit 537 Einwohnern (Stand: 2015). Die Gemarkungsfläche beträgt 13,45 km². Ein eigener Friedhof befindet sich im Norden der Ortslage an der Hohenbockaer Straße.
Grünewald ist dem Postleitzahlenbereich 01945 zugeordnet.
Die Liste umfasst 16 Straßen und Wege sowie drei Plätze: Dorfplatz (Grünewalde), Dorfaue (Sella) und Platz der Volkssolidarität. Sechs Straßen sind nach benachbarten oder entfernteren Zielorten benannt, zwei Straßen nach anliegenden Objekten bzw. örtlichen Zielen (Am Dorfplatz, Schulstraße), zwei Straßen nach landschaftlichen Gegebenheiten (Dorfaue, Sandstraße).

## Übersicht der Straßen und Plätze
- Name/Lage: aktuelle Bezeichnung der Straße oder des Platzes. Über den Link Lage kann die Straße oder der Platz auf verschiedenen Kartendiensten angezeigt werden. Die Geoposition gibt die Lage der ungefähren Mitte der Straßenlänge an. Der Zusatz ‚im Ortsteil‘ gibt den Ortsteil an.
- Im amtlichen Straßenverzeichnis nicht aufgeführte Verkehrswege sind mit * gekennzeichnet.
- Ehemalige oder nicht mehr gültige Straßennamen sind in der Namensspalte kursiv gesetzt. Alle beschriebenen Objekte sind in der Beschreibung kursiv gesetzt. Für bedeutende ehemalige Straßen oder historische Straßennamen ist eine gesonderte Namensliste vorhanden.
- Länge/Maße in Metern:
Die in der Übersicht enthaltenen Längenangaben sind  gerundete Übersichtswerte, die in Google Earth mit dem dortigen Maßstab, in der Regel ohne Berücksichtigung seitliche Abzweigungen, ermittelt wurden. Sie dienen Vergleichszwecken und werden, sofern amtliche Werte bekannt sind, ausgetauscht und gesondert gekennzeichnet.
 Bei Plätzen sind die Maße in der Form a × b für rechteckige Anlagen und für (ungefähr) dreieckige Anlagen als a × b × c mit a als längster Seite angegeben.
 Sofern die Straße auch in benachbarte Ortsteile weiterführt, gibt ein Zusatz ‚im Ortsteil‘ an, wie lang der Straßenabschnitt innerhalb des Ortsteils dieses Artikels ist.
- Namensherkunft: Ursprung oder Bezug des Namens.
- Anmerkungen: weitere Informationen über anliegende Baudenkmale oder Institutionen, die Geschichte der Straße und historische Bezeichnungen.
- Bild: Foto der Straße, des Platzes, Weges usw. oder eines anliegenden Objektes.

{| class="wikitable sortable toptextcells zebra" width="100%"
|-
! Name/Lage
! Länge/
 Maße
(in Metern)
! Namensherkunft
! Datum der 
Benennung
! Anmerkungen
! Bild
|-

| id='Am Dorfplatz'|Am Dorfplatz
(Lage)
| 0700
| wörtlich
|style="text-align:right" data-sort-value="68821232"|
| von der Hauptstraße nach Süden, umrahmt den Dorfplatz, führt nach Westen zur Wiednitzer Straße und nach Norden wieder zur Hauptstraße
| 
|-

| id='August-Bebel-Straße'|August-Bebel-Straße
(Lage)
| 0325
| August Bebel (1840–1913), Führer der Arbeiterbewegung und Mitbegründer der SPD
|style="text-align:right" data-sort-value="68821232"|
| von der Hohenbockaer Straße (L 58) nach Osten zum Mittelweg
| 
|-

|id="Dorfaue"| Dorfaue
 im OT Sella
(Lage)
| 0190 × 155 × 64
| wörtlich
|style="text-align:right" data-sort-value="68821232"|
| von der Dresdener Straße im Norden und 2 Abzweigen der Dorfstraße östlich und westlich eingefasst
| 
|-

|id="Dorfplatz"| Dorfplatz
(Lage)
| 0160 × 160 × 55
| wörtlich
|style="text-align:right" data-sort-value="68821232"|
| erschlossen und umrahmt von Am Dorfplatz
| 
|-

|id="Dorfstraße"| Dorfstraße
 im OT Sella
(Lage)
| 0633
| wörtlich
|style="text-align:right" data-sort-value="68821232"|
| von der Dresdener Straße in 2 Abzweigen östlich und westlich der Dorfaue nach Süden, am Ende der Dorfaue zusammenlaufend und weiter nach Süden
| 
|-

|id="Dresdener Straße"| Dresdener Straße
 im OT Sella
(Lage)
| 01100
| nach Dresden
|style="text-align:right" data-sort-value="68821232"|
| von Grünewald nach Schwepnitz, berührt die Dorfstraße; Teil der L 58
| 
|-

|id="Guteborner Straße"| Guteborner Straße
(Lage)
| 0550
| nach dem Nachbarort Guteborn
|style="text-align:right" data-sort-value="68821232"|
| von der Hohenbockaer Straße als Verlängerung der Hauptstraße nach Westsüdwest, mit Knick nach Westnordwest, Teil der L 57
| 
|-

|id="Hauptstraße"| Hauptstraße
(Lage)
| 0535
| wörtlich (bedeutendste Straße)
|style="text-align:right" data-sort-value="68821232"|
| als Verlängerung der Guteborner Straße von der Schulstraße und Hohenbockaer Straße nach Ostsüdost bis zur Heidestraße, Kreuzung Wiednitzer Straße – Lange Straße; erschließt Am Dorfplatz und Mittelweg;

Teil der L 57
| 
|-

|id="Heidestraße"| Heidestraße
(Lage)
| 01800
 (220)
| nach Heide, Siedlung im Ortsteil Wiednitz der Stadt Bernsdorf
|style="text-align:right" data-sort-value="68821232"|
| von der Hauptstraße als deren Verlängerung nach Osten, zum Nordwestende von Wiednitz, Kolonie Heide
| 
|-

|id="Hohenbockaer Straße"| Hohenbockaer Straße
(Lage)
| 0370
 + 170
| nach dem Nachbarort Hohenbocka
|style="text-align:right" data-sort-value="68821232"|
| von der Hauptstraße als Verlängerung der Schulstraße nach Norden, am Friedhof (2. Längenangabe) vorbei nach Hohenbocka, Teil der L 58
| 
|-

|id="Lange Straße"| Lange Straße
(Lage)
| 0435
| wörtlich
|style="text-align:right" data-sort-value="68821232"|
| von der Wiednitzer Straße (L 57) als deren Verlängerung nach Nordwesten zur L 58
| 
|-

|id="Mittelweg"| Mittelweg
(Lage)
| 0460
| wörtlich
|style="text-align:right" data-sort-value="68821232"|
| von der Hauptstraße nach Norden, berührt August-Bebel-Straße und kreuzt Lange Straße, hinter dem Ortsausgang als Waldweg weiter nach Norden
| 
|-

|id="Platz der Volkssolidarität"| Platz der Volkssolidarität
(Lage)
| 0115 × 77 × 70
| nach der Organisation
|style="text-align:right" data-sort-value="68821232"|
| erschlossen und umrahmt von Hohenbockaer Straße, deren Abzweig, und Hauptstraße;

alte Wegsäule, Steinkreuz und ein Naturdenkmal, weiterhin eine kleine Bühne (gesplittet);

Bushaltestelle an der Hauptstraße;

ohne postalische Bedeutung
| 
|-

|id="Sandstraße"| Sandstraße
(Lage)
| 0200
| wörtlich
|style="text-align:right" data-sort-value="68821232"|
| von der Wiednitzer Straße (L 57) nach Norden zur Heidestraße
| 
|-

|id="Schulstraße"| Schulstraße
(Lage)
| 0550
| nach der Schule
|style="text-align:right" data-sort-value="68821232"|
| von der Hauptstraße als Verlängerung der Hohenbockaer Straße nach Südwesten, an der ehemaligen Schule vorbei, Teil der L 58
| 
|-

|id="Schwarzbacher Weg"| Schwarzbacher Weg
(Lage)
| 0395
| nach Schwarzbach
|style="text-align:right" data-sort-value="68821232"|
| von der Hohenbockaer Straße nach Nordwesten zum Sportplatz, früher Anfang einer Ortsverbindungsstraße nach Schwarzbach über den Wohnplatz Im Wald
| 
|-

|id="Weststraße"| Weststraße
(Lage)
| 0800
| wörtlich (führt nach Westen)
|style="text-align:right" data-sort-value="68821232"|
| von der Hohenbockaer Straße nach Westen, mit Knick nach Süden zur Guteborner Straße
| 
|-

|id="Wiednitzer Straße"| Wiednitzer Straße
(Lage)
| 0705
| nach dem Nachbarort Wiednitz
|style="text-align:right" data-sort-value="68821232"|
| Hauptzweig von Hauptstraße, Ecke Lange Straße / Heidestraße nach Südost als Teil der L 57 nach Wiednitz; Seitenzweig von der Südostecke Am Dorfplatz nach Süden und dann nach Ostsüdost zum Hauptzweig / L 57
| 

|}